# Wang Luodan
Wang Luodan (Nacida el 30 de enero de 1984 en Chifeng, Mongolia Interior) es una actriz y cantante china. 

## Biografía
Wang Luodan nació en Mongolia Interior, China, en el seno de una familia común. Tiene una hermana.
En el 2001 se matriculó en una Academia de Danza en Pekín, de donde se graduó en el 2005. Sabe tocar el piano.

## Carrera
En el 2004 se hizo famosa tras debutar como actriz en una serie de televisión titulada, 蝴蝶 飞飞. 
Su fama creció aún más cuando participó en otras series televisivas como My Youthfulness, Struggle y A Story of Lala's Promotion.
En 2013 modeló para la diseñadora china Jenny Ji durante el "London Fashion Week".

## Filmografía[2][3]

### Series de televisión
| Año    | Título                | Personaje     |
| ------ | --------------------- | ------------- |
| 2004年 | 蝴蝶飞飞              | 麦乐乐        |
| 2006年 | 阳光像花一样绽放      | 单鹃          |
| 2006年 | 可可·西里             | 丁文静        |
| 2006年 | 母亲是条河            | 李大桃        |
| 2007年 | 烽火孤儿              | 杜薇/杜薇母亲 |
| 2007年 | Struggle              | 米莱          |
| 2008年 | 震撼世界的七日        | 关小西        |
| 2008年 | 排球女将              | 厉雪          |
| 2009年 | My Youthfulness       | 钱小样        |
| 2009年 | 暗香                  | 伍月          |
| 2010年 | 杜拉拉升职记          | 杜拉拉        |
| 2011年 | 男人帮                | 莫小闵        |
| 2012年 | 红娘子                | 王小红        |
| 2012年 | 山楂树之恋            | 静秋          |
| 2007年 | 中国女法官            | 左梅          |
| 2012年 | 转身说爱你            | 李明玉        |
| 2020   | Two People’s Shanghai |               |

### Película
| Año  | Título                  | Personaje                      | Ref.  |
| ---- | ----------------------- | ------------------------------ | ----- |
| 2006 | Qi Yue                  | 青青                           |       |
| 2008 | Alternative Ways        | 小新                           |       |
| 2008 | Twilight Dancing        | 美美美美                       |       |
| 2009 | Driverless              | 李欣                           |       |
| 2011 | The Founding of a Party | 张若名                         | [ 4 ] |
| 2012 | Caught in the Web       | Periodista Yang Jiaqi (杨佳琪) | [ 5 ] |
| 2012 | Lethal Hostage          | 小安                           | [ 6 ] |
| 2013 | Better and Better       | 周一楠                         |       |
| 2013 | Love You for Loving Me  |                                |       |
| 2014 | The Continent           |                                |       |
| 2014 | Rise of the Legend      |                                |       |
| 2014 | To the Fore             |                                |       |

### Apariciones en programas
| Año             | Programa                                | Notas                       |
| --------------- | --------------------------------------- | --------------------------- |
| 2019 - presente | Extreme Youth (极限青春 / One More Try) |                             |
| 2015            | Happy Camp                              | invitada                    |
| 2015            | Go, Fighting!                           | (ep. #3.05-3.06) - invitada |